# Christian Rohlfs

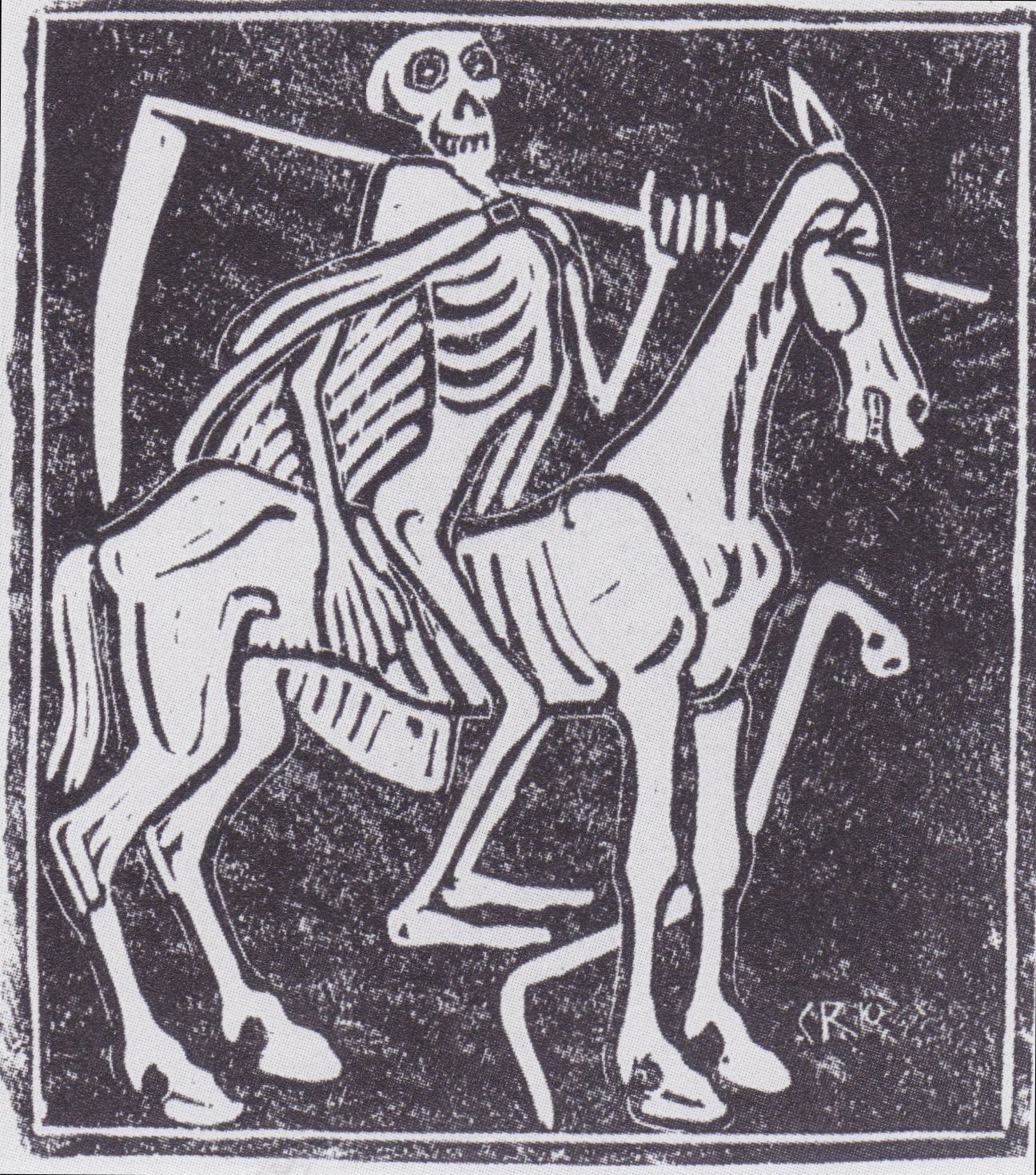
Tod auf einem Klepper reitend, 1910

Christian Rohlfs (22. listopadu 1849 v Groß Niendorfu – 8. ledna 1938 v Hagenu) byl německý expresionistický malíř. Jeho talent byl objeven po zranění nohy, když se musel léčit. Námět jeho díla tvoří krajiny a květinová zátiší, spolupracoval s Emilem Noldem. Nacisty byl označen jako zvrhlý umělec a zemřel krátce poté, co mu byla zakázána umělecká činnost.